# Стойкость бетона
Сто́йкость бето́на — это способность материала долго сохранять свои свойства: огнестойкость и жаростойкость, морозостойкость, стойкость бетона в химически агрессивной водной и газовой среде, сохранять свои эксплуатационные качества при работе в неблагоприятных условиях внешней среды без значительных повреждений и разрушений.
Особенно высокое расширение твердеющего бетона (цементного камня) происходит в процессе образовании гидросульфоалюмината кальция (3CaSO4 • 3СаО • Al2O3 • 3Н2О). Также коррозия бетона может наблюдаться при наличии в воздухе влаги и различных кислых газов. Так, например, сернистый газ, выходящий из топок котлов, паровозов или из некоторых химических аппаратов, соединяясь с влагой воздуха и парами воды, образует сернистую кислоту, которая разрушает бетон так же, как и свободная кислота в водной среде. Процессы химической коррозии бетона нельзя рассматривать вне связи с физическими и физико-химическими процессами, происходящими в бетоне под воздействием внешней водной или газовой среды. Большое влияние, в частности, оказывают объёмные деформации, возникающие в результате влагообмена (поглощения воды и её испарения), процессы замораживания и оттаивания, просачивания и фильтрации воды, диффузионные процессы перемещения влаги в бетоне и т. д.
Повышение стойкости бетона независимо от вида коррозии достигается обеспечением необходимой плотности и однородности строения бетона. Наличие раковин и различного рода неплотностей в виде открытых или сообщающихся между собой щелей, трещин, образующихся в результате температурных или усадочных деформаций, наиболее благоприятствует возникновению и развитию процессов коррозии.
Для повышения стойкости бетона по отношению к чисто химическим процессам коррозии необходимо не только обеспечивать достаточную плотность бетона, но и производить отбор вяжущих и заполнителей, наиболее стойких в условиях данного вида коррозии.
Вопрос сохранности арматуры в бетоне неразрывно связан с вопросом стойкости бетона, поэтому его уместно будет рассмотреть здесь же.

## Сохранность арматуры в бетоне
Как правило, стальная арматура, заключённая в бетоне, не разрушается (но ржавеет) и может сохраняться в хорошем состоянии в течение весьма продолжительного времени. Сохранность арматуры объясняется наличием щелочной среды в бетоне. Это справедливо лишь для бетонов достаточно плотных, где исключена возможность доступа воздуха непосредственно к стержням стальной арматуры. Поэтому арматура в конструкции должна быть покрыта защитным слоем бетона, минимальная толщина которого колеблется от 10 (для тонкостенных и пустотелых плит, настилов) до 120 мм (для крупных гидротехнических сооружений). При неблагоприятной окружающей среде (высокая влажность, вредные газы и т. п.) толщину защитного слоя следует увеличивать. Защитный слой должен быть плотным, без каких-либо трещин или изъянов, в противном случае назначение его не оправдывается. Трещины в защитном слое открывают доступ воздуха непосредственно к арматуре, что вызывает образование плёнки ржавчины, сопровождающееся увеличением её объёма. Последнее вызывает растягивающие усилия в бетоне, растрескивание и разрушение защитного слоя, со всеми отрицательными последствиями для долговечности железобетонной конструкции.

## Огнестойкость и жаростойкость бетона
Под огнестойкостью понимают сопротивляемость бетона кратковременному действию огня при пожаре. Под жаростойкостью понимают стойкость бетона при длительном и постоянном действии высоких температур в условиях эксплуатации тепловых агрегатов (жароупорный бетон). Бетон относится к числу огнестойких материалов. Вследствие сравнительно малой теплопроводности бетона кратковременное воздействие высоких температур не успевает вызвать значительного нагревания бетона и находящейся под защитным слоем арматуры. Значительно опаснее поливка сильно разогретого бетона холодной водой (при тушении пожара), она неизбежно вызывает образование трещин, разрушение защитного слоя и обнажение арматуры при продолжающемся действии высоких температур.
В условиях длительного воздействия высоких температур обычный бетон на портландцементе не пригоден к эксплуатации при температуре выше 250°. Установлено, что при нагреве обычного бетона выше 250—300° происходит снижение прочности с разложением гидрата окиси кальция и разрушением структуры цементного камня. При температуре выше 550° зёрна кварца в песке и гранитном щебне начинают растрескиваться вследствие перехода кварца при этих температурах в другую модификацию (тридимит), что связано со значительным увеличением объёма зёрен кварца и образованием микротрещин в местах соприкосновения зёрен заполнителя и цементного камня. При дальнейшем повышении температуры разрушаются и другие структурные элементы обычного бетона.
Научными работами, а также практикой установлена возможность получения на основе портландцемента жароупорного бетона, стойкого до температуры 1100—1200° и более.
Для этого в бетон необходимо вводить тонкомолотые кремнезёмистые или алюмокремнезёмистые добавки, связывающие свободный гидроксид кальция, выделяющийся при гидратации цемента. В качестве же заполнителей применяют материалы, обладающие достаточной степенью огнеупорности и термостойкости, например хромистый железняк, шамот, базальт, андезит, отвальный доменный шлак, туфы и кирпичный щебень. Максимальная температура, выдерживаемая конструкциями, зависит от огнеупорности и термостойкости заполнителей и тонкомолотых добавок. Так, при применении шамота и молотых добавок максимальная эксплуатационная температура жароупорных бетонов на портландцементе достигает 1100—1200°. При максимальной эксплуатационной температуре 700° можно в качестве заполнителей бетона применять базальт, диабаз, андезит, отвальный доменный шлак, артикский туф, бой глиняного кирпича, а в качестве тонкомолотых добавок — пемзу, золу-унос, гранулированный доменный шлак, цемянку. Для таких же температур (до 700°) допускается замена портландцемента в бетоне шлако-портландцементом без введения в этом случае тонкомолотых добавок. Для приготовления жароупорного бетона с эксплуатационной температурой до 1300—1400° следует применять глинозёмистый цемент с мелким и крупным заполнителями из шамота или хромистого железняка. Тонкомолотые добавки для связывания гидроксида кальция в этом случае не требуются. В качестве вяжущего для жароупорного бетона с максимальной температурой до 900—1000° можно применять также жидкое стекло с кремнефтористым натрием.

## Стойкость бетона в химически агрессивной водной и газовой среде
Цементный камень в бетоне как компонент обычно менее стойкий, нежели каменные заполнители, при воздействии на бетон химически агрессивных агентов разрушается в первую очередь. Все причины коррозии бетона на портландцементе могут быть сведены в следующие основные группы:
1. физическое растворение и вынос фильтрующей сквозь бетон мягкой, пресной водой гидрата окиси кальция и других растворимых соединений, входящих в состав цементного камня (явление выщелачивания)[1]. Коррозия этого вида связана с прогрессирующим уменьшением плотности бетона;
2. взаимодействие компонентов цементного камня, прежде всего гидрата окиси кальция, со свободными кислотами, которые могут содержаться в воде. В результате этого взаимодействия образуются относительно легко растворимые соли этих кислот (CaSO4, СаСl2, Са(НСО3)2 и др.), легко вымываемые водой из бетона;
3. взаимодействие содержащихся в минерализованных водах солей, в частности сульфатных или магнезиальных, с составными частями цементного камня, например Са(ОН)2, ЗСаО • Аl2О3 • 6Н2О; в результате могут происходить обменные реакции с образованием в цементном камне новых соединений, легче растворимых в воде, нежели исходные компоненты цементного камня, например образование под действием сульфатных солей вместо Са(ОН)2 легко растворимого гипса. Гипс при кристаллизации увеличивается в объёме, что может привести к внутренним напряжениям и образованию трещин, усиливающих процессы коррозии бетона и арматуры.

Определение скорости коррозии бетона затруднено в связи с тем, что число факторов, оказывающих влияние на кинетику процесса, очень велико (более десяти). Для решения этой задачи применяют теорию моделирования, в результате чего получают безразмерные комплексы, выражающие физическую и химическую сущность явлений, и позволяющие свести экспериментальные работы к изучению влияния всего двух-трех комплексных факторов. В основе моделирования физико-химических процессов типа коррозии бетона находятся три принципа:
- однородность участков, рассматриваемых при решении задачи (при коррозии бетона в жидкой кислой среде их три: в первом происходит диффузия агрессивного вещества, во втором — из растворенного исходного вещества, а в третьем — диффузия и растворение исходной твердой фазы);
- принцип допустимости Франка-Каменецкого, согласно которому все поверхности, рассматриваемые в данном процессе, равнодоступны;
- аддитивность отдельных явлений (например, если вещество переносится в результате диффузии и конвекции, то суммарная скорость переноса равна сумме индивидуальных)[2].

### Адаптация бетона
Подтверждением существования адаптационной эволюции цементного камня в бетоне является факт образования в его структуре под воздействием среды так называемых «модифицированных гидратов», характеризующихся большей, по сравнению с традиционными гидратами, устойчивостью. При этом происходит интеркаляция «посторонних» ионов в структуру кристаллогидратов, а подобные процессы связаны с изменением кристаллохимических характеристик и морфологических свойств гидратных образований.